# Heinrich Anz (Politiker)
Heinrich Anz (* 2. Mai 1797 in Naumburg; † 17. August 1865 in Halle) war ein deutscher Beamter und Politiker.

## Leben
Ab 1813 nahm Anz als Freiwilliger an den Befreiungskriegen teil und war am Ende Landwehroffizier. Anschließend studierte er von 1816 bis 1819 Rechts- sowie Kameralwissenschaften an der Universität Halle und der Universität Jena. In Jena wurde er 1817 Mitglied der Urburschenschaft und in Halle 1821 der Alten Halleschen Burschenschaft; er nahm 1817 am Wartburgfest teil.
1821 trat Anz als Regierungsreferendar in Minden in den preußischen Staatsdienst ein. Von 1822 bis 1823 war er kommissarischer Landrat des Kreises Wiedenbrück. 1826 wurde Anz Kantonsbeamter und provisorischer Bürgermeister der Stadt Beverungen, 1828 wechselte er als provisorischer Kantonsbeamter und Bürgermeister nach Halle/Westfalen, wurde aber bereits 1831 wegen schlechter Amtsführung seines Amtes enthoben. Anschließend arbeitete er als Regierungsassessor in Münster, bevor er 1837 Regierungsrat in Marienwerder wurde.
Vom 18. Mai 1848 bis zum 30. Mai 1849 vertrat Anz den 25. preußischen Wahlkreis in Marienwerder als Abgeordneter in der Frankfurter Nationalversammlung, wo er zur Fraktion Landsberg zählte und kurzzeitig dem Finanzausschuss angehörte. Nach dem Ende der Nationalversammlung nahm er im Juni 1849 noch am Gothaer Nachparlament teil.
1850 wechselte Anz als Regierungsrat nach Magdeburg, bevor er 1854 in Ruhestand trat.